# Pierre Orsi
Pierre Orsi, né le 12 juillet 1939, est un cuisinier lyonnais, qui a été apprenti de Paul Bocuse.

## Biographie
Fils de Louis Orsi, restaurateur au Comptoir de Lyon (rue Tupin), puis restaurateur-hôtelier à Poleymieux-au-Mont-d'Or, Pierre a aidé ses parents avant de devenir apprenti de Georges Bocuse (père de Paul Bocuse) à Collonges-au-Mont-d'Or.
Il poursuit sa formation chez plusieurs chefs étoilés : Lucas Carton et Maxim's à Paris, et Bise à Talloires. Il passe aussi par Londres au Café Royal puis par les Cornouailles dans une pension de famille.
Dans les années 1960, il ouvre le Maxim's de Chicago, puis dirige 120 cuisiniers à l'hôtel Century Plaza à Los Angeles. Il réussit ensuite le concours de Meilleur ouvrier de France, dans la promotion de Roger Vergé et Alain Chapel. Il se marie avec Geneviève en 1975 et ouvre avec elle, en septembre, le restaurant de la place Kléber à Lyon. Le Guide Michelin lui décerne deux étoiles en mars 1980.
Pierre Orsi annonce, le 30 mars 2023 la fermeture de son établissement à compter du 29 avril 2023.

## Restaurant de la place Kléber

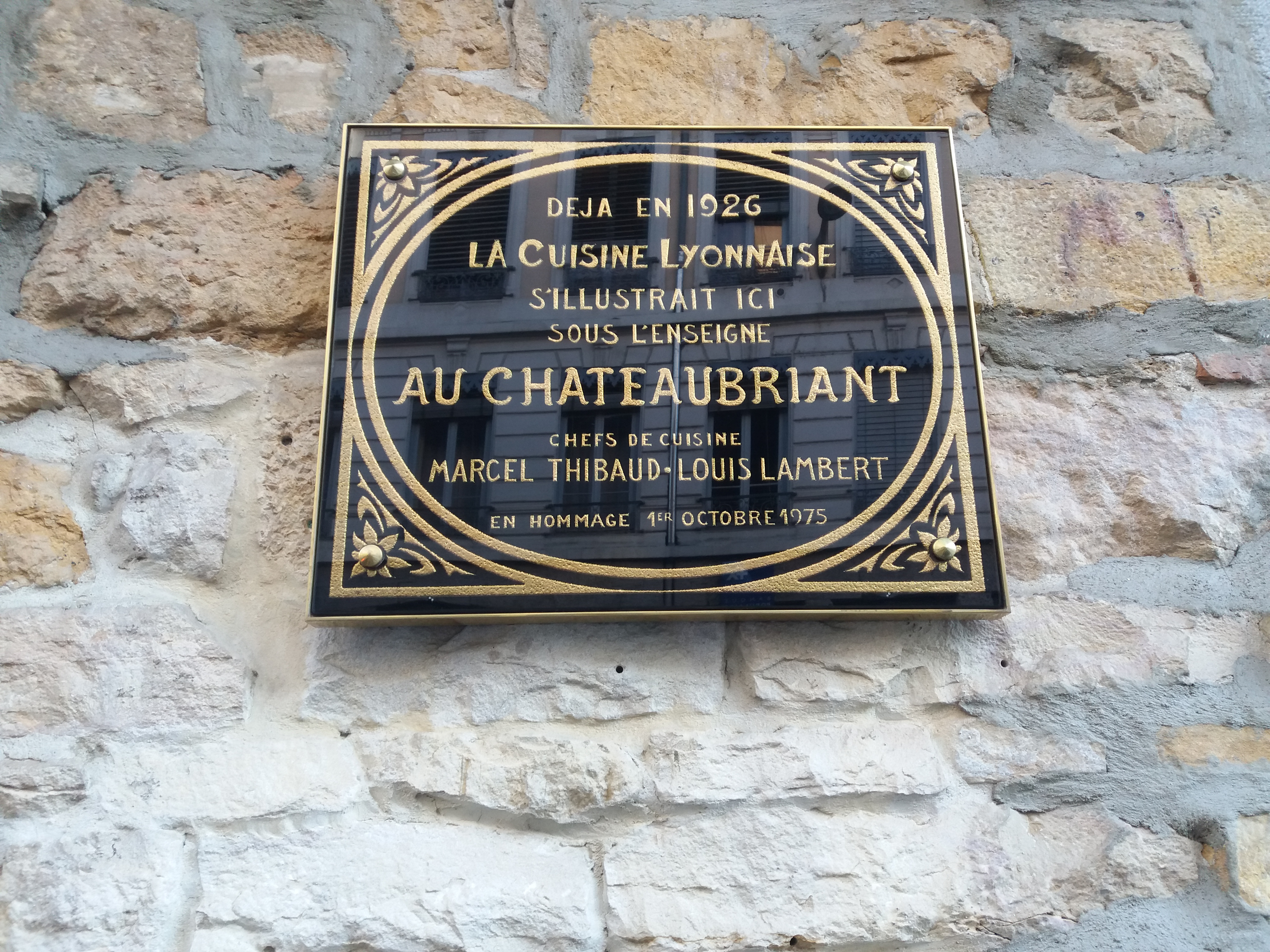
Plaque Au Chateaubriant.

La maison est construite par Jean-Antoine Morand sur un terrain de 6,5 hectares acheté le 3 juillet 1765 pour y habiter avec sa femme. Située à l'époque en dehors de la ville et nommée La Paisible, elle est de style néo-classique, en pierre de taille et sur deux étages. La famille Morand s'y installe le 17 juin 1776, ce qui en fait une des plus anciennes du quartier des Brotteaux. Une grande partie de la maison est vendue le 10 octobre 1784 à Joseph Balsamo qui la transforme en loge maçonnique luxueuse.
La maison abrite le Chateaubriant, restaurant tenu par Marcel Thibaud de 1930 à 1946, puis par Louis Lambert de 1947 à 1975.
Début janvier 2019, Pierre Orsi annonce avoir perdu son étoile Michelin.